# جائزة المنتدى السعودي للإعلام
جائزة المنتدى السعودي للإعلام هي جائزة إعلامية سنوية أطلقتها هيئة الصحفيين السعوديين بدعم وزارة الإعلام في 27 اغسطس 2019 باسم (جائزة الإعلام السعودي). تهدف الجائزة لخلق المنافسة بين الشباب، وتحفيز الإبداع المهني في المجالات الإعلامية، وتنمية حرية الرأي والتعبير، وانطلقت نسختها الأولى مع انطلاق أعمال منتدى الإعلام السعودي المقام في 27 نوفمبر 2019. ومنحت في 6 فروع في مجال الإبداع الصحفي وهي: الإنتاج المرئي، الإنتاج المسموع، الصحافة والإعلام الريادي، وشخصية العام، وهو فرع تكرم فيه الشخصيات البارزة في مسيرة الإعلام السعودي. ثم توسعت الجائزة في نسختها الثانية 2023 لتمنح في 8 فروع.
تبلغ قيمة الجائزة 350 ألف ريال سعودي، والترشح لها متاح للأفراد العاملين في المؤسسات الصحفية في فرع الصحافة، وللمؤسسات الإعلامية السعودية أو التي تمتلك فروع في السعودية ترشيح أحد منسوبيها في فرعي الإنتاج المرئي والمسموع.

## شروط الجائزة
تشترط الجائزة ان تكون الأعمال المقدمة جديدة ومبتكرة، وتساهم في تطوير العمل الإعلامي. وتلتزم بمعايير الفروع المتخصصة.

## فئات الجائزة
1. الصحافة في فئات: (التقرير الصحفي، المقال الصحفي، الحوار الصحفي، العمود الصحفي).
2. الإنتاج المرئي والمسموع في فئات: (الأفلام القصيرة، البرامج المرئية الحوارية، التقارير المرئية، البرامج الإذاعية، البودكاست).
3. الإنتاج العلمي في: (الدراسات والبحوث).
4. الإعلام الرقمي في فئات: (إعلام منصات التواصل الاجتماعي، أفضل منصة رقمية في المجال الإعلامي، الفنون الرقمية في المجال الإعلامي).
5. الابتكار والريادة في فئات: (الابتكار في الاتصال المؤسسي، المشاريع الريادية في المجال الإعلامي، الابتكار الإعلامي للقطاع غير الربحي).
6. شخصية العام الإعلامية.[9]

## مجلس إدارة الجائزة
يشرف المجلس على الجائزة وفروعها، ويضم عدة شخصيات سعودية وخليجية وعربية مهتمة في مجال الإبداع الإعلامي. يضم المجلس كل من رئيس هيئة الجائزة عضو مجلس إدارة هيئة الصحفيين السعوديين محمد الحارثي، ووزير الإعلام الكويتي السابق سامي النصف، والمستشار الثقافي لحكومة دبي مدير مؤسسة محمد بن راشد آل مكتوم الثقافية الدكتور جمال بن حويرب، وعضر مجلس الشورى الدكتور فايز الشهري، الرئيس السابق لتحرير جريدة عكاظ الدكتور هاشم عبده هاشم، الكاتب سمير عطالله، الكاتبة الدكتورة فاتن شاكر، إلى جانب مدير قنوات ام بي سي في السعودية محمد التونسي، ورئيس النقابة المصرية للصحافة الدكتور ضياء رشوان، ورئيس تحرير جريدة الوطن الدكتور عثمان الصيني.

## الفائزون بالجائزة

### النسخة الأولى 2019
| الفرع / الفئة                      | الفائز                                 | ملاحظات |
| ---------------------------------- | -------------------------------------- | ------- |
| الصحافة الاجتماعية                 | سلطان الأحمري "وكالة الأنباء السعودية" |         |
| الصحافة الثقافية                   | فيصل الخماش "صحيفة عكاظ"               |         |
| الصحافة الاقتصادية                 | دانة بو بشيت "صحيفة اليوم"             |         |
| الصحافة السياسية                   | عضوان الأحمري "اندبندنت العربية"       |         |
| الصحافة الاستقصائية                | جمال جوهر "صحيفة الشرق الأوسط"         |         |
| الصحافة الرياضية                   | فهد الدوس "صحيفة الرياض"               |         |
| صحافة الصورة                       | عدنان مهدلي "صحيفة الاقتصادية"         |         |
| صحافة الرسم الكاريكاتيري           | محمد الريس "صحيفة عرب نيوز"            |         |
| كاتب العمود الصحفي                 | عبد الرحمن الراشد "صحيفة الشرق الأوسط" |         |
| الإنتاج المرئي فئة التقرير المصور  | علي العلياني "قناة MBC"                |         |
| الإنتاج المرئي فئة الحوار المصور   | عبد الله المديفر "قناة روتانا خليجية"  |         |
| الإنتاج المسموع فئة الحوار المسموع | خالد عبد العزيز                        |         |
| جائزة الإعلام الريادي              | عبد الرحمن جامي                        | [ 11 ]  |
| الشخصية الإعلامية                  | جميل الحجيلان                          | [ 12 ]  |

### النسخة الثانية 2023
| الفرع / الفئة                      | الفائز            | ملاحظات       |
| ---------------------------------- | ----------------- | ------------- |
| الحوار الصحافي                     | جميل الذيابي      |               |
| المقال الصحافي                     | تغريد الطاسان     |               |
| التقرير الإخباري                   | يُمن لقمان         |               |
| التحقيق الصحافي                    | مجلة الحرس الوطني |               |
| الحوار الإذاعي                     | خالد عبد العزيز   |               |
| الحوار المرئي                      | خالد مدخلي        |               |
| الإنتاج العلمي - الرسائل الإعلامية | شهد هرموش         |               |
| الإنتاج العلمي - الكتب والبحوث     | أحمد العرفج       |               |
| المحتوى النوعي                     | محمد الرطيان      |               |
| الشخصية الإعلامية                  | خالد المالك       | [ 13 ] [ 14 ] |

### النسخة الثالثة 2024
| الفرع / الفئة                                                              | الفائز                                                               | ملاحظات       |
| -------------------------------------------------------------------------- | -------------------------------------------------------------------- | ------------- |
| الصحافة/ الحوار الصحافي                                                    | عبد الله عبيان (عكاظ)                                                |               |
| الصحافة/ المقال الصحافي                                                    | تركي الدخيل (عكاظ)                                                   |               |
| الصحافة/ التقرير الصحفي                                                    | غازي الحارثي (صحيفة الشرق الأوسط)                                    |               |
| الصحافة/ العامود الصحفي                                                    | سمير عطا الله (صحيفة الشرق الأوسط)                                   |               |
| الابتكار والريادة في المجال الإعلامي/ الابتكار في الاتصال المؤسسي          | تدشين هوية توكلنا (الهيئة السعودية للبيانات والذكاء الاصطناعي سدايا) |               |
| الابتكار والريادة في المجال الإعلامي/ المشاريع الريادية في المجال الإعلامي | مشروع ميدياثون (التواصل الحكومي)                                     |               |
| الابتكار في الإنتاج الإعلامي للقطاع غير الربحي                             | برنامج أنتمي (دارة الملك عبد العزيز)                                 |               |
| شخصية العام الإعلامية للعام 2024                                           | د. عبد العزيز خوجة                                                   |               |
| الإعلام الرقمي/ أفضل منصة رقمية في المجال الإعلامي                         | شاهد                                                                 |               |
| الإعلام الرقمي/ الفنون الرقمية في المجال الإعلامي                          | صحيفة الاقتصادية (المجموعة السعودية للأبحاث والإعلام)                |               |
| الإعلام الرقمي/ إعلام منصات التواصل الاجتماعي                              | وزارة العدل                                                          |               |
| الإنتاج المرئي والمسوع / الأفلام القصيرة                                   | شركة التحدّث بالعربيّة                                                 |               |
| الإنتاج المرئي والمسموع/ البرامج المرئية                                   | شركة تأثير للإنتاج الإعلامي                                          |               |
| الإنتاج المرئي والمسموع/ البرامج المرئية                                   | هيئة الإذاعة والتلفزيون                                              |               |
| الإنتاج المرئي والمسموع/ البودكاست                                         | مايكس                                                                |               |
| الإنتاج العلمي/ الدراسات والبحوث في المجال الإعلامي                        | ناصر الفريجي (جامعة الإمام محمد بن سعود الإسلامية)                   | [ 15 ] [ 16 ] |

### النسخة الرابعة 2025
| الفرع / الفئة                                     | الفائز                                                                                            | ملاحظات       |
| ------------------------------------------------- | ------------------------------------------------------------------------------------------------- | ------------- |
| الصحافة/ المقال الصحفي                            | حُجبت                                                                                              |               |
| الصحافة/ التقرير الصحفي                           | إندبندنت عربية عن عمل للصحافي أيمن الغبيوي عن تقرير «مترو الرياض... رحلة فلسفية للتو بدأت فصولها» |               |
| الصحافة/ العامود الصحفي                           | حازم صاغية «صحيفة الشرق الأوسط»                                                                   |               |
| شخصية العام الإعلامية للعام 2025                  | هاشم عبده هاشم                                                                                    |               |
| صحافة البيانات                                    | عبد الرحمن المصباحي من «صحيفة عكاظ»                                                               |               |
| العمل الصحفي الميداني                             | بدر الربيعان من «صحيفة الجزيرة»                                                                   |               |
| الحملات الإعلامية المتكاملة/ مستوى القطاع الحكومي | وزارة الداخلية السعودية عن حملتها «لا حج بلا تصريح»                                               |               |
| الحملات الإعلامية المتكاملة/ مستوى القطاع الخاص   | شركة «مانجا» للإنتاج عن حملتها لإطلاق مسلسل الإنمي السعودي «أساطير في قادم الزمان 2»              |               |
| البرامج الرياضية التلفزيونية                      | برنامج «في المرمى» من قناة «العربية»                                                              |               |
| البرامج الوثائقية التلفزيونية                     | «رجال عبد العزيز» من التلفزيون السعودي                                                            |               |
| البرامج التلفزيونية الحوارية الاجتماعية           | «في الصورة» من قناة «روتانا»                                                                      |               |
| برامج البودكاست الحوارية                          | برنامج «جلسة تاريخية» من دارة الملك عبد العزيز                                                    |               |
| البحث الأكاديمي في مجالات الإعلام                 | أمل محمد أبو مديني من جامعة الملك عبد العزيز                                                      |               |
| جائزة الجمهور لأفضل محتوى رقمي                    | ثواب السبيعي                                                                                      | [ 17 ] [ 18 ] |